# زيفي تيلبوراي
زيفي آجنس ليديا تيلبوراي (بالإنجليزية: Zeffie Agnes Lydia Tilbury)‏(20 نوفمبر 1863 - 24 يوليو 1950) ممثلة إنجليزية أمريكية.

## النشأة
وُلد تيلبوري في بادنغتون، ميدلسكس، إنجلترا، وهي الطفلة الوحيدة لليديا طومسون وجون كريستيان تيلبوري. توفي والدها في حادث في عام 1864، عندما دحرجه حصانه.

## اعمالها
مثلت أكثر من 70 فيلم منها
- حظ الرجل الكفيف (1917)
- The Avalanche  [لغات أخرى]‏ (1919)
- Clothes (1920)
- المعيار الفردي (1929)
- تشارلي شان يواصل (1931)
- ميستري لاينر (1934)
- مستذئب لندن (1935)
- رغبة (1936)
- الفتاة البوهيمية (1936)
- أنتوني السيء (1936)
- Second Childhood  [لغات أخرى]‏ (1936)
- Arrest Bulldog Drummond (1939)
- بالالايكا (1939)
- عناقيد الغضب (1940)
- Tobacco Road  [لغات أخرى]‏ (1941)

## روابط خارجية
- زيفي تيلبوراي على موقع IMDb (الإنجليزية)
- زيفي تيلبوراي على موقع ألو سيني (الفرنسية)
- زيفي تيلبوراي على موقع تيرنر كلاسيك موفيز (الإنجليزية)
- زيفي تيلبوراي على موقع أول موفي (الإنجليزية)
- زيفي تيلبوراي على موقع قاعدة بيانات برودواي على الإنترنت (الإنجليزية)
- زيفي تيلبوراي على موقع قاعدة بيانات الأفلام السويدية (السويدية)
- زيفي تيلبوراي على موقع إن إن دي بي (الإنجليزية)
- زيفي تيلبوراي على موقع قاعدة بيانات الفيلم (الإنجليزية)
- زيفي تيلبوراي على موقع كينوبويسك (الروسية)
- Zeffie Tilbury portrait at NYP Library
- زيفي تيلبوراي على موقع فايند أغريف